# Satellite Award/Film/Beste Filmmusik
Mit dem Satellite Award Beste Filmmusik wird der herausragende Soundtrack eines Films geehrt.
| Statistik (bis einschließlich Satellite Awards 2022) |                                                        |
| Am häufigsten honorierte Komponisten                 | Hans Zimmer (fünf Siege)                               |
| Am häufigsten nominierte Komponisten                 | Hans Zimmer (dreizehn Nominierungen, davon fünf Siege) |
| Am häufigsten nominierte Komponisten ohne Sieg       | John Williams (acht Nominierungen)                     |

Es werden immer jeweils die Komponisten eines Films des Vorjahres ausgezeichnet.

## Nominierungen und Gewinner

### 1996–1999
| Jahr | Preisträger   | Film                  | Nominierungen |
| ---- | ------------- | --------------------- | --- |
| 1996 | Gabriel Yared | Der englische Patient | Patrick Doyle für Hamlet Danny Elfman für Mars Attacks! Elliot Goldenthal für Michael Collins Daniel Lanois für Sling Blade – Auf Messers Schneide                                                                                                 |
| 1997 | James Horner  | Titanic               | John Williams für Amistad David Newman für Anastasia Jerry Goldsmith für L.A. Confidential Mike Figgis für One Night Stand |
| 1998 | Hans Zimmer   | Der schmale Grat      | Rachel Portman für Menschenkind Gabriel Yared für Stadt der Engel Randy Newman für Pleasantville – Zu schön, um wahr zu sein John Williams für Der Soldat James Ryan                                                                               |
| 1999 | Danny Elfman  | Sleepy Hollow         | Ennio Morricone für Die Legende vom Ozeanpianisten Damon Albarn und Michael Nyman für Ravenous – Friss oder stirb John Corigliano für Die rote Violine James Newton Howard für Schnee, der auf Zedern fällt Bill Conti für Die Thomas Crown Affäre |

### 2000–2009
| Jahr | Preisträger            | Film                  | Nominierungen |
| ---- | ---------------------- | --------------------- | --- |
| 2000 | Hans Zimmer            | Gladiator             | Rachel Portman für Die Legende von Bagger Vance Ennio Morricone für Der Zauber von Malèna Danny Elfman für Lebenszeichen – Proof of Life Cliff Martinez für Traffic – Macht des Kartells                                                                    |
| 2001 | Craig Armstrong        | Moulin Rouge          | James Horner für A Beautiful Mind – Genie und Wahnsinn Hans Zimmer für Hannibal Rolfe Kent für Natürlich blond Harry Gregson-Williams für Spy Game – Der finale Countdown                                                                                   |
| 2002 | Elliot Goldenthal      | Frida                 | Liz Gallacher für 24 Hour Party People Terence Blanchard für 25 Stunden Damon Gough für About a Boy oder: Der Tag der toten Ente Craig Wedren für Sex für Anfänger                                                                                          |
| 2003 | Hans Zimmer            | Last Samurai          | Stephen Trask für Star Camp Gabriel Yared für Unterwegs nach Cold Mountain Thomas Newman für Findet Nemo Howard Shore für Der Herr der Ringe – Die Rückkehr des Königs James Horner für The Missing Randy Newman für Seabiscuit – Mit dem Willen zum Erfolg |
| 2004 | John Swihart           | Napoleon Dynamite     | Mick Jagger, John Powell und David A. Stewart für Alfie Howard Shore für Aviator Jan A. P. Kaczmarek für Wenn Träume fliegen lernen Michael Giacchino für Die Unglaublichen – The Incredibles Danny Elfman für Spider-Man 2                                 |
| 2005 | Harry Gregson-Williams | Königreich der Himmel | Alberto Iglesias für Der ewige Gärtner John Williams für Die Geisha Danny Elfman für Corpse Bride – Hochzeit mit einer Leiche Robert Rodriguez, Graeme Revell und John Debney für Sin City Gustavo Santaolalla für Brokeback Mountain                       |
| 2006 | Gustavo Santaolalla    | Babel                 | Nathan Johnson für Brick Hans Zimmer für The Da Vinci Code – Sakrileg Clint Eastwood für Flags of Our Fathers Gabriel Yared für Das Leben der Anderen Philip Glass für Tagebuch eines Skandals                                                              |
| 2007 | Alberto Iglesias       | Drachenläufer         | Dario Marianelli für Abbitte James Newton Howard für Die Regeln der Gewalt Michael Giacchino für Ratatouille Howard Shore für Tödliche Versprechen – Eastern Promises Nick Cave für Die Ermordung des Jesse James durch den Feigling Robert Ford            |
| 2008 | A. R. Rahman           | Slumdog Millionär     | David Hirschfelder für Australia John Powell für Horton hört ein Hu! Danny Elfman für Milk David Arnold für Ein Quantum Trost Thomas Newman für WALL·E – Der Letzte räumt die Erde auf                                                                      |
| 2009 | Rolfe Kent             | Up in the Air         | Gabriel Yared für Amelia Elliot Goldenthal für Public Enemies Marvin Hamlisch für Der Informant! Michael Giacchino für Oben Carter Burwell und Karen Orzolek für Wo die Wilden Kerle wohnen                                                                 |

### 2010–2019
| Jahr | Preisträger             | Film                                                      | Nominierungen |
| ---- | ----------------------- | --------------------------------------------------------- | --- |
| 2010 | Hans Zimmer             | Inception                                                 | Harry Gregson-Williams für Unstoppable – Außer Kontrolle Trent Reznor und Atticus Ross für The Social Network A. R. Rahman für 127 Hours Clint Mansell für Black Swan Fionnuala Ní Chiosáin für The Eclipse Alexandre Desplat für Harry Potter und die Heiligtümer des Todes: Teil 1 James Newton Howard für Salt |
| 2011 | Marco Beltrami          | Soul Surfer                                               | Cliff Martinez für Drive Alexandre Desplat für Harry Potter und die Heiligtümer des Todes: Teil 2 Michael Giacchino für Super 8 John Williams für Gefährten James Newton Howard für Wasser für die Elefanten |
| 2012 | Alexandre Desplat       | Argo                                                      | Dario Marianelli für Anna Karenina Benh Zeitlin und Dan Romer für Beasts of the Southern Wild John Williams für Lincoln Jonny Greenwood für The Master Thomas Newman für James Bond 007: Skyfall |
| 2013 | Steven Price            | Gravity                                                   | Hans Zimmer für 12 Years a Slave John Williams für Die Bücherdiebin Arcade Fire für Her Alexandre Desplat für Philomena Theodore Shapiro für Das erstaunliche Leben des Walter Mitty |
| 2014 | Antonio Sánchez         | Birdman oder (Die unverhoffte Macht der Ahnungslosigkeit) | Alexandre Desplat für The Imitation Game – Ein streng geheimes Leben Steven Price für Herz aus Stahl Trent Reznor und Atticus Ross für Gone Girl – Das perfekte Opfer Hans Zimmer für Interstellar Thomas Newman für Der Richter – Recht oder Ehre                                                                |
| 2015 | Carter Burwell          | Carol                                                     | Michael Giacchino für Alles steht Kopf Alexandre Desplat für The Danish Girl Harry Gregson-Williams für Der Marsianer – Rettet Mark Watney Thomas Newman für James Bond 007: Spectre Howard Shore für Spotlight                                                                                                   |
| 2016 | Justin Hurwitz          | La La Land                                                | John Williams für BFG – Big Friendly Giant Rupert Gregson-Williams für Hacksaw Ridge – Die Entscheidung John Debney für The Jungle Book Lesley Barber für Manchester by the Sea Hans Zimmer, Pharrell Williams und Benjamin Wallfisch für Hidden Figures – Unerkannte Heldinnen                                   |
| 2017 | Rupert Gregson-Williams | Wonder Woman                                              | Carter Burwell für Wonderstruck Alexandre Desplat für Shape of Water – Das Flüstern des Wassers Michael Giacchino für Planet der Affen: Survival Dario Marianelli für Die dunkelste Stunde Hans Zimmer für Dunkirk                                                                                                |
| 2018 | Justin Hurwitz          | Aufbruch zum Mond                                         | Thomas Adès für Colette Terence Blanchard für BlacKkKlansman Nicholas Britell für If Beale Street Could Talk Alexandre Desplat für The Sisters Brothers Hans Zimmer für Widows – Tödliche Witwen |
| 2019 | Hildur Guðnadóttir      | Joker                                                     | Marco Beltrami und Buck Sanders für Le Mans 66 – Gegen jede Chance Terence Blanchard für Harriet – Der Weg in die Freiheit Randy Newman für Marriage Story Thomas Newman für 1917 Robbie Robertson für The Irishman                                                                                               |

### Ab 2020
| Jahr | Preisträger               | Film                         | Nominierungen |
| ---- | ------------------------- | ---------------------------- | --- |
| 2020 | Alexandre Desplat         | The Midnight Sky             | Trent Reznor und Atticus Ross für Mank Emile Mosseri für Minari – Wo wir Wurzeln schlagen James Newton Howard für Neues aus der Welt Terence Blanchard für One Night in Miami Ludwig Göransson für Tenet                                 |
| 2021 | Hans Zimmer               | Dune                         | Alexandre Desplat für The French Dispatch Jeymes Samuel für The Harder They Fall Harry Gregson-Williams für The Last Duel Alberto Iglesias für Parallele Mütter (Madres paralelas) Jonny Greenwood für The Power of the Dog und Spencer  |
| 2022 | Justin Hurwitz            | Babylon – Rausch der Ekstase | Carter Burwell für The Banshees of Inisherin John Williams für Die Fabelmans Lorne Balfe, Harold Faltermeyer, Lady Gaga und Hans Zimmer für Top Gun: Maverick Terence Blanchard für The Woman King Hildur Guðnadóttir für Die Aussprache |
| 2023 | Laura Karpman             | Amerikanische Fiktion        | Robbie Robertson für Killers of the Flower Moon Ludwig Göransson für Oppenheimer Jerskin Fendrix für Poor Things Michael Giacchino für Die Schneegesellschaft Daniel Pemberton für Spider-Man: Across the Spider-Verse                   |
| 2024 | Clément Ducol und Camille | Emilia Pérez                 | Daniel Blumberg für Der Brutalist Hans Zimmer für Dune: Part Two Volker Bertelmann für Konklave Alberto Iglesias für The Room Next Door Kris Bowers für Der wilde Roboter                                                                |